# فیدنا

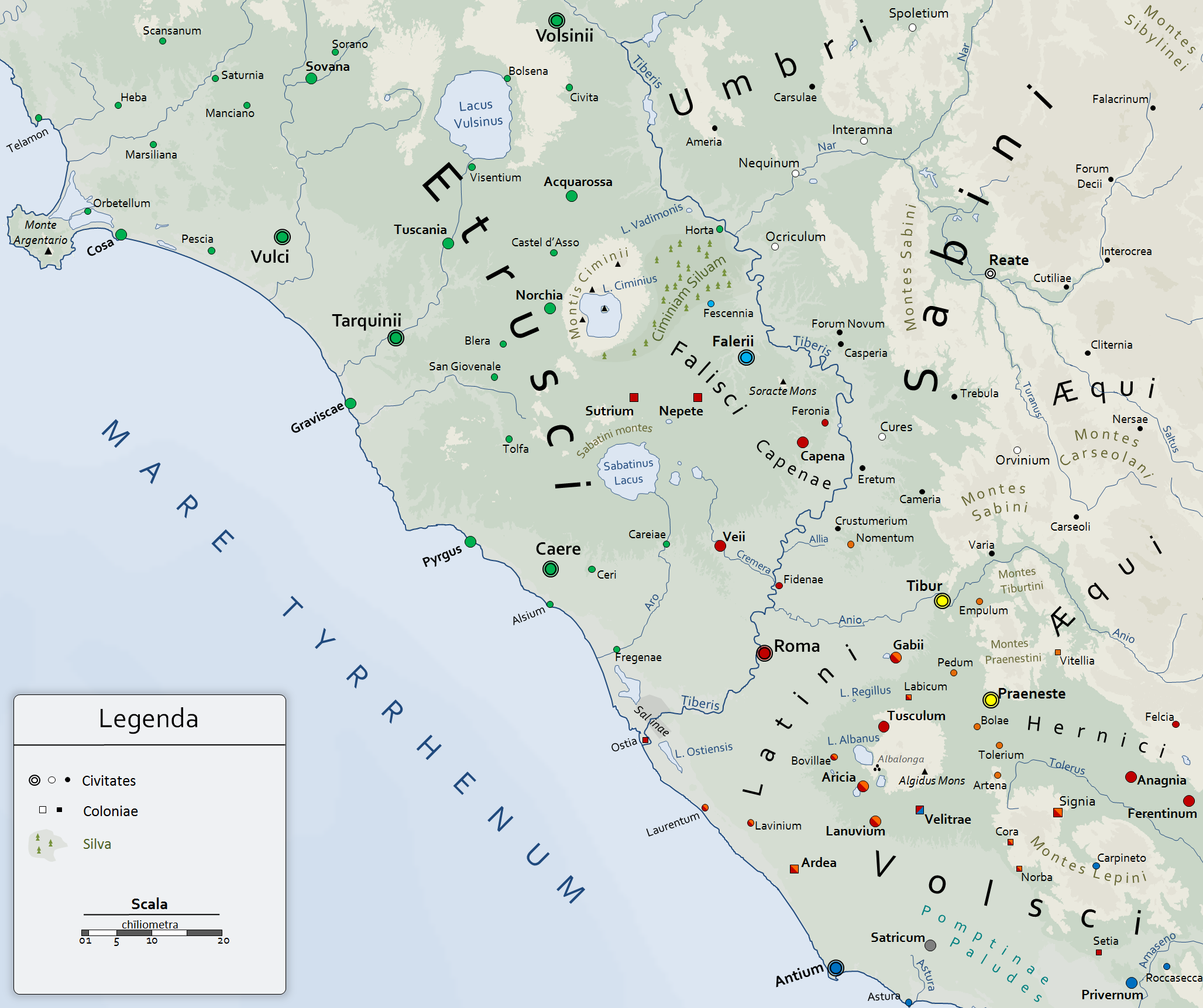
نقشهٔ دولت‌شهرهای ایتالیای باستان. شهرهایی که در جنوب رود تیبرواقع‌اند جزو لاتیوم و شهرهای شمالش جزو اتروریا هستند. بر همین اساس، فیدنا (Fidenae) و روم (Roma) جزو لاتیوم به‌شمار می‌رفتند.

فیدنا (به لاتین: Fidenae) از شهرهای باستانی ناحیه لاتیوم واقع در هشت کیلومتری شمال رم بود. ساکنانش را به‌نام فیدناتان می‌شناختند. فیدنا در جنوب رود تیبر جای داشت و با توجه به اینکه رود مزبور سرحد میان اتروریا و لاتیوم بود، فیدنا جزو لاتیوم محسوب می‌شد، اما تأثیرات بسیاری از تمدن اتروسکی نیز برگرفته بود و به‌نوعی نمایندهٔ تمدن مزبور در لاتیوم بود.

## تاریخ

### جنگ‌ها با پادشاهی روم
فیدنا، شمالی‌ترین شهر لاتیوم، بسیار به ویئی، جنوبی‌ترین شهر اتروریا، نزدیک بود، و برای همین بارها میان روم و ویئی دست‌به‌دست شد.
در سدهٔ هشتم قبل از میلاد و در زمان پادشاهی رومولوس بر روم، فیدناتان اولین شکست خود در برابر رومِ تازه‌تأسیس را متحمل شدند. ممکن است که رومیان پس از این شکست فیدنا را مستعمرهٔ خود کرده باشند، چه تیتوس لیویوس در کتابش، از پیدایش روم، پس از این شکست از فیدنا به‌عنوان «مستعمرهٔ رومی» یاد می‌کند.
در نیمهٔ سدهٔ هفتم ق.م. و در دوران تولوس هوستیلیوس، سومین پادشاه روم، پس از آنکه هوراتی‌های رومی بر کوریاتی‌های آلبانی پیروز شدند، متیوس فوفتیوس، دیکتاتور آلبالونگا، متعهد شد که هرگاه پادشاه روم بخواهد، نیروی نظامی‌اش را در اختیارش قرار دهد. اما وقتی فیدناتان و وینت‌ها متفقاً با ارتش روم رویارو شدند، او از کمک به رومیان سرباز زد و خیانت ورزید. رومیان فیدناتان و وینت‌ها را شکست دادند و بعد متیوس را، به جرم کمک نکردن و نقض عهد، به دو جفت ارابهٔ دواسبی بسته به‌دو نیم کردند. یکسال پس از این شکست، مجدداً فیدناتان وارد جنگ با روم شدند که باز شکست یافتند.
در زمان چهارمین پادشاه روم، آنکوس مارکیوس، فیدناتان پنداشتند که می‌توانند از جنگ میان رومیان و لاتینان سود ببرند؛ پس بر اراضی رومیان شبیخون کردند. رومیان این شهر را در محاصره گرفتند و تسلیمش کردند و زیر غارت گرفتند.
در اوایل سدهٔ ششم میلادی و در دوران پنجمین پادشاه روم، تارکوئینیوس پریسکوس، باردیگر لاتینان مغلوب روم شدند.

### جنگ‌ها با جمهوری روم
در ۴۹۹ ق.م. و در زمان کنسولی تیتوس ابوتیوس و گایوس وتوسیوس این شهر به محاصرهٔ رومیان درآمد. در ۴۳۵ ق. م، فیدناتان به اراضی رومیان درآمدند و بر آن دستبرد زدند؛ سنای روم نیز کوئینتوس سرویلیوس پریسکوس را به دیکتاتوری نصب کرد و او نیز به‌نوبهٔ خود پستوموس ابوتیوس هلوا را به‌عنوان ارباب سوارانش برگزید و با او سپاهش را به‌سوی فیدنا رهبری کرد و آن را متصرف شد.